# Opdracht (eerbewijs)
In de kunstwereld is een opdracht het maken of opdragen van een kunstwerk aan een persoon, plaats of voorwerp, als dank, erkenning, of eerbetoon. De begunstigde kan een opdrachtgever, dirigent, première-uitvoerder of een muziekensemble zijn. Ook beeldende kunstwerken of boeken kunnen aan personen en dergelijke worden opgedragen door de maker.

## Muziek

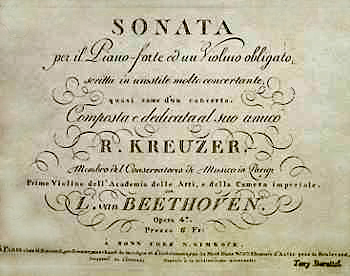
Titelpagina van Beethovens Kreutzersonate met opdracht aan de violist Rodolphe Kreutzer (1803).

In de muziek zijn voorbeelden te vinden van opdrachtwerken, bijvoorbeeld aan adellijke heren. Zo droeg Bach zijn Brandenburgse Concerten op aan markgraaf Christian Ludwig von Brandenburg-Schwedt en zijn Goldbergvariaties (vermoedelijk) aan graaf Hermann Carl von Keyserlingk. In de periode van de barokmuziek waren zulke opdrachten vaak een verkapte vorm van sollicitatie, waarbij de componist een proeve van bekwaamheid schonk aan een adellijke heer die een kapelmeester zocht.
Ook in de tijd van de romantiek werden werken vaak "eerbiediglijk" opgedragen aan hooggeplaatsten die men gunstig wilde stemmen, maar ook aan een geliefde of een goede vriend. Zo droeg Beethoven zowel het korte pianotrio WoO 39 als de Pianosonate op. 109 op aan Maximiliane, de dochter van zijn vriendin Antonie Brentano. Dit is slechts één voorbeeld van de talloze werken die hij aan anderen heeft opgedragen. De Symfonie nr. 3 Eroïca droeg hij op aan de bewonderde Napoleon Bonaparte, maar toen die zichzelf uitriep tot keizer van Frankrijk, kraste Beethoven in razernij de opdracht op het titelblad weg.
De in de vroege twintigste eeuw vermaarde Nederlandse cellist Jacques van Lier alsook Het Hollandse Trio waar hij in speelde, kreeg vaak composities opgedragen. Aan de Belgische violist Eugène Ysaÿe werden talloze werken opgedragen, waaronder de Vioolsonate van Franck (als bruiloftsgeschenk), het Poème van Chausson en het Strijkkwartet van Debussy. Vaak drong Ysaÿe zelf op zo'n opdracht aan, omdat hij met zijn pianopartner Raoul Pugno elk seizoen nieuwe repertoire aan het publiek wilde presenteren. Zelf droeg hij zijn zes Sonates voor soloviool op. 27 op aan zes bevriende violisten en spitste de muziek toe op de specifieke stijl van elk van hen.
Het komt regelmatig voor dat een compositie wordt opgedragen aan uitvoerende musici als dirigenten, solozangers, instrumentale solisten, kamermuziekensembles, orkesten en koren. In de Sovjet-periode droegen vele Russische componisten werken op aan partijfunctionarissen of aan de Sovjetstaat in het algemeen, in de hoop dat hun vaderlandslievende muziek in de smaak zou vallen bij de apparatsjiks. Dmitri Sjostakovitsj had zijn Symfonie nr. 7 bestemd voor Lenins nagedachtenis, maar na het beleg van Leningrad breidde hij de opdracht uit tot de geteisterde stad Leningrad (Sint-Petersburg).

## Wetenschap
In de academische wereld worden proefschriften vaak opgedragen aan leermeesters, ouders of partners, of ook aan partner en kinderen. Dat blijkt al een oud gebruik want Nicolaes Tulp (1593-1674) droeg in 1614 zijn dissertatie op aan zijn broer Diederik/Dirck Pieterszn (1588-1617), predikant te Sloterdijk.
Hiervoor wordt gesproken over in druk opgedragen boeken. Er bestaan daarnaast nog exemplaren van boeken die eigenhandig zijn opgedragen door auteurs aan familie of vrienden. Zo bestaat er een exemplaar van het proefschrift van Jacob Israël de Haan met opdracht aan zijn vriend Paul Ehrenfest.